# Fernand Delmotte
Fernand Louis Delmotte (ur. 24 lipca 1920 w Jeumont we Francji, zm. 4 czerwca 1998 w Lessines) – belgijski polityk, samorządowiec i związkowiec, wieloletni burmistrz Lessines, senator, w latach 1972–1973 minister transportu, od 1973 do 1982 eurodeputowany.

## Życiorys
Urodził się w rodzinie belgijskich emigrantów we Francji. Ukończył liceum w Avesnes-sur-Helpe, następnie powrócił do Belgii i kształcił się jako pracownik techniczny. W 1940 został zmobilizowany do walki w kampanii belgijskiej. Pracował później jako mechanik w elektrowni w Deux-Acren i agent techniczny w Intercom. Działał w związku zawodowym Mouvement populaire wallon m.in. jako regionalny koordynator. W 1962 otrzymał propozycję kierowania branżowym związkiem Gazelco, jednak zdecydował się wybrać karierę polityczną.
Zaangażował się w działalność polityczną w ramach Belgijskiej Partii Pracy i walońskiej Partii Socjalistycznej. W latach 1958–1994 piastował funkcję burmistrza Lessen, później był też członkiem władz miasta (jako schepen). W latach 1962–1985 zasiadał w Senacie, od 1978 do 1985 kierując frakcją PS. Opowiadał się za przekształceniem Belgii w federację, w 1970 był współautorem ustawy o decentralizacji gospodarczej (tzw. ustawy Terwagne). Od 1968 do 1972 zajmował stanowisko sekretarza stanu ds. ekonomii w Regionie Walońskim, następnie przez rok kierował resortem transportu. W latach 1974–1977 i 1980–1985 zasiadał w radzie Regionu Walońskiego.
Od 1973 do 1982 sprawował mandat posła do Parlamentu Europejskiego, w 1979 wybrano go w wyborach bezpośrednich. Przystąpił do frakcji socjalistycznej, należał m.in. do Komisji ds. Polityki Regionalnej i Planowania Regionalnego. Z mandatu zrezygnował 30 marca 1982. Skupił się na działalności w Senacie i samorządzie, kierował stowarzyszeniem komunalnym i aż do śmierci w 1998 zasiadał w radzie gminy.